# IrcII

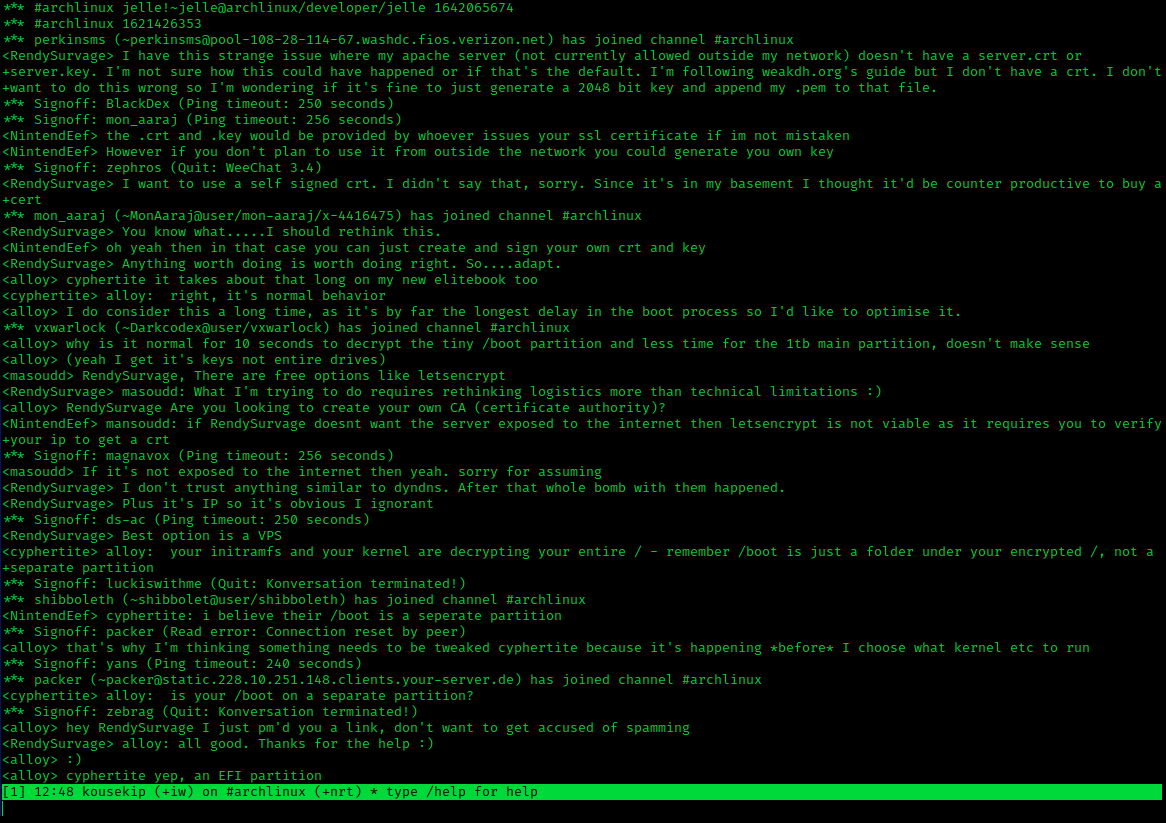
Captura de pantalla de irclll en mostrando el canal de #archlinux de Libera Chat.

ircII es un cliente IRC en Unix que está disponible gratuitamente, así como, su código fuente.
Diseñado para correr en una ambiente de interfaz de línea de comandos, ircII no es bonito, no tiene sonidos, gráficos, menús, ventanas emergentes, etc. Sin embargo es rápido, estable, liviano, portable y corre fácilmente en segundo plano usando terminales como Unix GNU Screen.
Como Unix y tipo-Unix los sistemas desarrollados y de creciente renombre, los clientes más nuevos de IRC que se han desarrollado para ellos también. Quizás los más comunes son EPIC, BitchX y ScrollZ, todos ellos variantes del cliente del ircII con gran funcionalidad incorporada dentro de ellos en cierta etapa  en su desarrollo. 
Contemporáneamente, el cliente del ircII fijó el estándar contra el cual desarrollaron otros clientes. Mientras que esto puede que sea verdad, hoy en día el muy extendido cliente mIRC ha ganado el control y ha tomado ventaja de este y el ircII en sí mismo está bajo presión de un nuevo cliente en modo texto llamado irssi. 